# Lijst van rijksmonumenten in Puttershoek
De plaats Puttershoek telt 14 inschrijvingen in het rijksmonumentenregister. Hieronder een overzicht.
| Object | Oorspronkelijke functie?  | Bouwjaar              | Architect | Locatie                 | Coördinaten?                  | Nr.?  | Afbeelding |
| --- | ------------------------- | --------------------- | --------- | ----------------------- | ----------------------------- | ----- | --- |
| Raadhuis | Overheidsgebouw           | 1835                  |           | Arent van Lierstraat 3  | 51° 48' 23" NB, 4° 34' 34" OL | 32240 | Meer afbeeldingen |
| Grote boerderij met woonhuis en stal onder een hoog zadeldak. Voor en achter puntgevels met vlechtingen. In de voorgevel twaalf- en zesruitsschuiframen                                                                   | Boerderij                 | 18e eeuw              |           | Arent van Lierstraat 11 | 51° 48' 25" NB, 4° 34' 26" OL | 32241 | Meer afbeeldingen |
| Hoeve. Woonhuis en schuur onder een pannen dak. Woonhuis heeft een puntgevel met vlechtingen | Boerderij                 | mogelijk 18e eeuw     |           | Arent van Lierstraat 18 | 51° 48' 28" NB, 4° 34' 18" OL | 32242 | Hoeve. Woonhuis en schuur onder een pannen dak. Woonhuis heeft een puntgevel met vlechtingen |
| Boerderij, waarvan het woonhuis een puntgevel met vlechtingen heeft. Vensters met zesruitsschuiframen en luiken. De grote schuur heeft een inrijpoort naast het woonhuis en is opgetrokken uit gepotdekselde houten delen | Boerderij                 | ca. 1800 (woonhuis)   |           | Arent van Lierstraat 26 | 51° 48' 30" NB, 4° 34' 9" OL  | 32243 | Boerderij, waarvan het woonhuis een puntgevel met vlechtingen heeft. Vensters met zesruitsschuiframen en luiken. De grote schuur heeft een inrijpoort naast het woonhuis en is opgetrokken uit gepotdekselde houten delen |
| Hoeve "Bouwlust" | Boerderij                 | 1828                  |           | Groeneweg 18            | 51° 48' 14" NB, 4° 33' 19" OL | 32244 | Meer afbeeldingen |
| Nederlands Hervormde Kerk | Kerk en kerkonderdeel     | 1839                  |           | Kerkplein 1             | 51° 48' 22" NB, 4° 34' 33" OL | 32245 | Meer afbeeldingen |
| De Lelie | Industrie- en poldermolen | 1836                  |           | Molendijk 2             | 51° 48' 10" NB, 4° 34' 31" OL | 32246 | Meer afbeeldingen |
| Hoekpand bij de Oude Maas met afgewolfd zadeldak en ingezwenkte IJsselstenen gevel met kroonlijst. Zes- en vierruitsschuiframen. Oorspronkelijke deuren                                                                   | Woonhuis                  | 19e eeuw              |           | Oosthavenzijde 1        | 51° 48' 25" NB, 4° 34' 37" OL | 32247 | Meer afbeeldingen |
| Hofstede de Rustenburg | Boerderij                 | eerste helft 18e eeuw |           | Rustenburgstraat 1      | 51° 48' 52" NB, 4° 33' 24" OL | 32248 | Meer afbeeldingen |
| Springende Peert | Woonhuis                  | 17e eeuw              |           | Arent van Lierstraat 2  | 51° 48' 23" NB, 4° 34' 36" OL | 32249 | Meer afbeeldingen |
| Pand met aan de voorzijde oorspronkelijke trapgevel, gewijzigd tot puntgevel met rollaag. Geprofileerde waterlijsten, geblokte vensteromlijstingen en ontlastingsbogen, muurankers. Gewitte zijgevel, windvaan            | Woonhuis                  | eerste helft 17e eeuw |           | Westhavenzijde 5        | 51° 48' 25" NB, 4° 34' 35" OL | 32250 | Meer afbeeldingen |
| Pand met puntgevel, waarin vlechtingen en een sieranker | Woonhuis                  | 17e eeuw              |           | Westhavenzijde 6        | 51° 48' 25" NB, 4° 34' 35" OL | 32251 | Meer afbeeldingen |
| Pand met eenvoudige puntgevel. Vlechtingen en sieranker | Woonhuis                  | 17e eeuw              |           | Westhavenzijde 7        | 51° 48' 25" NB, 4° 34' 35" OL | 32252 | Meer afbeeldingen |
| Pand met puntgevel met in de geveltop gesneden versieringen tegen een blauw fond | Woonhuis                  | derde kwart 19e eeuw  |           | Westhavenzijde 8        | 51° 48' 25" NB, 4° 34' 35" OL | 32253 | Meer afbeeldingen |